# Марс-2
Марс-2 је био совјетски вјештачки сателит (аутоматска научно-истраживачка станица) намијењен за истраживање планете Марс. Лансиран је 19. маја 1971.

## Ток мисије
Марс-2 и Марс-3 су биле идентичне летјелице, свака са орбиталним и дијелом за приземљење на површину Марса. Циљ мисије је био снимање површине и облака, мјерење температуре, истраживање топографије, састава површине, мјерења атмосфере, магнетских поља и сунчевог вјетра.
Дио за спуштање је ослобођен од орбиталног дијела Марса-2 дана 27. новембра 1971. Угао улаза у атмосферу је био виши него је планирано, систем приземљења је отказао и капсула се разбила ударом о планету.
Орбитални дио је био успјешан, и слао је податке на земљу, заједно са орбитером Марса-3, од децембра 1971. до марта 1972. Укупно су послали 60 фотографија, које су откриле планине високе 22 км, атомски водоник и кисеоник у вишим слојевима атмосфере, површинске температуре од -110 до +13 °C, површински притисак 5.5 до 6 милибара, трагове водене паре, јоносферу која почиње на 80 до 110 км висине, и честице прашине до 7 км у атмосфери. Подаци су омогућили мапирање површине, и дали су сазнања о гравитацији и магнетским пољима Марса.

## Основни подаци о лету
- Датум лансирања: 19. мај 1971.
- Ракета-носач: Протон К
- Мјесто лансирања: Тјуратам, Бајконур
- Маса сателита (kg): 2.265

## Галерија
- Марка посвећена лету.